# 레분군

레분 군의 위치

레분군(일본어: 礼文郡)은 일본 홋카이도 소야 지청의 군이다. 군 전체는 레분 섬으로 이루어져 있다.
인구 2,171명, 면적 81.64km², 인구밀도 26.6명/km².(2025년 2월 28일, 주민기본대장인구)
이하 1정으로 구성된다.
- 레분정(礼文町)

## 역사
에도 시대에 레분 군역은 서 에조치에 속해, 마쓰마에번에 의해 열린 리이시리 장소에 포함되어 있었다. 에도 시대 후기, 남하 정책을 강력하게 진행하는 러시아의 위협에 대비해 레분 군역은 천령이 되었다. 1869년 8월 15일에 레분 군이 두어져 홋카이도 기타미국에 포함되었다.